# Loterie électorale Elon Musk de 2024
La Loterie électorale Elon Musk de 2024 désigne une loterie d'un million de dollars lancée par Elon Musk lors de la présidentielle américaine du 5 novembre 2024, récompensant quotidiennement un électeur américain d'un des sept États-clés où se jouera la présidentielle  

## Histoire
Elon Musk, dirigeant de SpaceX, Tesla et X (anciennement Twitter), a exprimé son soutien au candidat républicain Donald Trump, face à la vice-présidente démocrate Kamala Harris.
Le 19 octobre 2024, il inaugure une initiative qualifiée de loterie électorale en remettant un premier chèque d’un million de dollars à un électeur de Pennsylvanie, État clé de l'élection présidentielle de 2024. 
Pour participer à ce tirage, les citoyens devaient être inscrits sur les listes électorales dans l’un des sept États clés et signer une pétition reprenant deux thèmes de campagne du candidat républicain : la liberté d’expression et le droit de porter des armes.

### Nombre de participants
La loterie a attiré plus d’un million de participants dans sept États.

### Bénéficiaires
Selon l'organisation politique d'Elon Musk baptisée l'« America PAC », qui a fait campagne pour Donald Trump, 13 signataires de la pétition-loterie avaient reçu chacun, fin octobre, un chèque d'un million de dollars, dont quatre dans l'État de Pennsylvanie. Peu après, c'est 16 gagnants.
Les gagnants à qui Elon Musk a promis de verser un million de dollars chaque jour, « étaient en fait désignés à l’avance », a par la suite assuré la défense d’Elon Musk, en précisant qu'ils étaient sélectionnés en fonction de leur histoire personnelle. Dans un premier temps, il s'agissait d'un électeur choisi au hasard.

### Controverse
Le président américain au moment des faits, le Démocrate Joe Biden, a qualifié l'initiative de totalement déplacée.

## Contestations en justice

### Procédure
À la suite de plaintes d'électeurs, Larry Krasner (en), le procureur de Philadelphie, principale ville de l'État de Pennsylvanie, a engagé une action au civil pour obtenir du juge Angelo Foglietta l'arrêt de cette loterie dans le but « de protéger la population de nuisances publiques et de pratiques commerciales iniques, y compris les loteries illégales », en soutenant que ce système viole les lois électorales de l’État et contredit la promesse initiale d’Elon Musk tenue lors d’un meeting avec Donald Trump en Pennsylvanie le 19 octobre.
Une audience s'est tenue en l'absence d'Elon Musk, dont les avocats ont demandé que le dossier soit transmis à la justice fédérale des USA, en estimant que les faits reprochés "relèvent de questions électorales fédérales".

### Décision
Quelques jours après, on apprend que la justice de Pennsylvanie rejette la suspension de la « loterie » électorale de Musk,.
Au niveau fédéral, le ministère américain de la Justice avait auparavant rappelé à l'équipe du milliardaire qu'il était illégal d'offrir une récompense de valeur pour voter ou pour s'inscrire sur les listes électorales, sans évoquer d'action légale, mais en mentionnant  les peines prévues en cas de violation de la loi. Un juge a autorisé lundi le comité d’action politique (PAC) d’Elon Musk à continuer à donner un million de dollars par jour à un électeur inscrit dans l’un des swing states

## Aspects juridiques
Plusieurs commentateurs juridiques ont selon Radio-Canada estimé que la décision de la justice de Pennsylvanie  pourrait s'expliquer par le fait que plus aucune récompense n'est prévue en Pennsylvanie.